# Santíssimo Nome de Jesus (Santiago)
Santíssimo Nome de Jesus é uma freguesia de Cabo Verde. Pertence ao concelho da Ribeira Grande e à ilha de Santiago. A sua área coincide com a Paróquia de Santíssimo Nome de Jesus.

## Estabelecimentos
- Bota Rama (pop: 153)
- Calabaceira  (pop: 366)
- Cidade Velha (pop: 1,214)
- Costa Achada (pop: 21)
- João Varela (pop: 394)
- Salineiro (pop: 1,113)
- São Martinho Grande (pop: 593)